# Крестовка (Черкасская область)
Крестовка (укр. Хрестівка), до 2016 года — Незамо́жник) — посёлок в Городищенском районе Черкасской области Украины.
Население по переписи 2001 года составляло 4 человека. Почтовый индекс — 19531. Телефонный код — 4734.

## Местный совет
19523, Черкасская обл., Городищенский р-н, пгт Ольшана, ул. Шевченка, 190